# System elektroenergetyczny
System elektroenergetyczny – zbiór urządzeń przeznaczonych do wytwarzania, przesyłu, rozdziału i użytkowania energii elektrycznej, połączonych ze sobą w system umożliwiający realizację dostaw energii elektrycznej.

## Schemat systemu elektroenergetycznego
Głównymi elementami systemu elektroenergetycznego są:
- jednostki wytwórcze;
- sieci elektroenergetyczne, które można podzielić na:
  - sieci przesyłowe;
  - sieci dystrybucyjne, obejmujące stacje rozdzielcze i stacje transformatorowo-rozdzielcze;
- punkty poboru energii elektrycznej.